# Hearts in Atlantis (Film)
Hearts in Atlantis ist ein Spielfilm des Regisseurs Scott Hicks aus dem Jahr 2001. Der Film basiert lose auf der Novelle Niedere Männer in gelben Mänteln (engl. Low Men in Yellow Coats) des Romans Atlantis von Stephen King.

## Handlung
Der Film erzählt die Geschichte von Robert (Bobby) Garfield, einem Mann im mittleren Alter, der anlässlich der Beerdigung seines Jugendfreundes Sullivan (Sully) seine Jugend wieder aufrollt, besonders jene Erlebnisse, die er in dem Sommer hatte, als er elf Jahre alt war. Während dieser Zeit hatten er und seine beiden Freunde Johnny Sullivan und Carol Gerber viele Abenteuer zusammen erlebt. Besonders spannend war für die drei die Begegnung mit einem älteren Reisenden namens Ted Brautigan. Bobbys auf sich selbst fixierte Mutter Liz Garfield gefiel das jedoch immer weniger.
Bobby lebt allein mit seiner Mutter, die Ted Brautigan als Untermieter bei sich im Haus aufnimmt. Während seine Mutter immer mit sich selbst und ihrem Job beschäftigt ist, beginnt Ted, Bobby unter seine Fittiche zu nehmen. Die beiden beginnen eine freundschaftliche Vater-Sohn-Beziehung aufzubauen und bald wird klar, dass Ted eine Art von telepathischer beziehungsweise telekinetischer Kraft besitzt, die bald ein wenig auf den Jungen abfärbt, aber auch für geheimnisvolle Agenten von Interesse ist.
Bobby, Carol und Sully geraten immer wieder mit dem Stadt-Rowdy Harry Doolin aneinander, den Ted bei einer mehr oder weniger zufälligen Begegnung jedoch einmal vertreiben kann, indem er seine Gedanken liest und herausfindet, dass dieser mit seinem forschen Auftreten nur verdeckt, dass er insgeheim transvestitische Neigungen hat und gerne Frauenkleider trägt.
Carol wird jedoch später von Harry aus Rache verletzt. Als Ted versucht, ihr den ausgekugelten Arm wieder einzurenken, kommt Bobbys Mutter Liz nach Hause und zieht den falschen Schluss, Ted misshandle Carol. Sie sieht jedoch von ihrem Vorhaben ab, die Polizei einzuschalten, als Ted sie indirekt mit den Gedanken der Misshandlungen durch ihren Chef konfrontiert, die zuvor auf einem ihrer Seminare geschehen waren.
Als Bobby mit anhören muss, wie seine Mutter den väterlichen Freund an die Agenten verrät, läuft er von zu Hause weg. Trotz seiner Warnung wird Ted schließlich von den Agenten festgenommen, als Bobby Teds 2000 Dollar-Gewinn aus einer Wette für ihn abholt. Als Ted weg ist, stellt Bobby fest, dass mit ihm auch die Fähigkeit verschwunden ist, die Gedanken anderer Menschen zu erkennen.

## Drehorte
Der Film entstand in den im US-Bundesstaat Virginia gelegenen Städten Richmond, Staunton, Petersburg und Virginia Beach.

## Synchronisation
Die deutschsprachige Synchronisation entstand durch RC Production, Berlin nach einem Dialogbuch von Marianne Groß, die auch die Dialogregie führte.
| Rolle                            | Darsteller      | Synchronsprecher         |
| -------------------------------- | --------------- | ------------------------ |
| Ted Brautigan                    | Anthony Hopkins | Joachim Kerzel           |
| Bobby Garfield                   | Anton Yelchin   | Fabian Zibell            |
| Carol Gerber/Molly               | Mika Boorem     | Anne Helm                |
| Elizabeth „Liz“ Garfield         | Hope Davis      | Claudia Lehmann          |
| Bobby Garfield (als Erwachsener) | David Morse     | Jürgen Heinrich          |
| Monte Man                        | Alan Tudyk      | Gerald Schaale           |
| Alana Files                      | Celia Weston    | Kerstin Sanders-Dornseif |
| Don Biderman                     | Adam LeFevre    | Stefan Fredrich          |
| John Sullivan                    | Will Rothhaar   | Fionn Michael Verona     |

## Kritiken
„Eine in den 60er-Jahren angesiedelte Geschichte nach Stephen King, die im Film viel von ihrem zeitgeschichtlichen Hintergrund verloren hat, aber dank der sensiblen Inszenierung, einer sorgfältigen Erzähltechnik sowie großartigen Schauspielern dennoch zu einer besinnlich-poetischen Beschwörung der verlorenen Jugendzeit wird.“

## Auszeichnungen
Anton Yelchin gewann im Jahr 2002 den Young Artist Award. Will Rothhaar, Mika Boorem und der Film wurden für den gleichen Preis nominiert.
Piotr Sobociński wurde im Jahr 2002 postum für den Golden Satellite Award nominiert. Er gewann 2001 den Bronze Frog des polnischen Festivals Camerimage und wurde für den Golden Frog nominiert.
Die Deutsche Film- und Medienbewertung (FBW) verlieh dem Film das Prädikat „wertvoll.“

## Einspielergebnis
Der Film spielte in den Kinos der Vereinigten Staaten bei einem geschätzten Budget von 31 Millionen US-Dollar nur etwa 24,2 Millionen US-Dollar ein.